# King Fahd’s Fountain
King Fahd’s Fountain (arabisch نافورة الملك فهد, DMG Nāfūrat al-Malik Fahd) in Dschidda (Saudi-Arabien) ist mit bis zu 312 Metern Höhe der derzeit höchste künstliche Springbrunnen der Welt. Er wurde zu Ehren von König Fahd zwischen 1980 und 1983 erbaut und 1985 in Betrieb genommen. Vorbild war der Springbrunnen Jet d’eau in Genf.
Die Verwendung von Salzwasser stellt hohe Anforderungen an die Konstruktion, da Korrosion, Abrieb, Schlamm, Sand und die Ansiedlung von Meeresbewohnern die Funktion beeinträchtigen können.
Die Fontäne wird durch zwei Pumpen betrieben, die durch ein 350 Meter langes, sich verjüngendes Rohr mit der Düse verbunden sind. Die Austrittsgeschwindigkeit beträgt 375 km/h bei einer Austrittsmenge von 625 Litern pro Sekunde. Die Düse hat einen Durchmesser von 126 mm. Das in der Luft befindliche Wasser hat ein Gewicht von 16 Tonnen. Die Fontäne wird nachts mit 500 Scheinwerfern beleuchtet. Die Leistung der zwei Pumpen, die zum Betrieb benötigt werden, beträgt zusammen 2000 kW.